# Pluto (манґа)
Pluto (яп. プルートウ, Purūtō) — японська манґа, створена Наокі Урасавою. Видавалася в журналі Big Comic Original видавництва Shogakukan з 2003 по 2009 роки. Історія заснована на сюжетній арці «Найвеличніший робот на Землі» манґи Astro Boy. Такасі Наґасакі вказаний як співавтор манґи.
Манґа отримала Гран-прі Культурної премії Осаму Тедзуки та нагороду на Японському фестивалі медіа-мистецтва у 2005 році. Вона була продана загальним тиражем понад 10 мільйонів екземплярів. У 2010 отримала нагороду Seiun Award як найкраща робота та була номінована на Премію Айснера та Премію Харві.
Studio M2 у 2017 році на міжнародному фестивалі анімаційних фільмів в Аннесі розповіли про майбутню аніме-адаптацію манґи, яка згодом вийшла 26 жовтня 2023 року на Netflix.

## Сюжет
Швейцарський робот Монблан був знайдений мертвим у лісі, в якому він після закінчення 39-ї Центральноазіатської війни працював лісником. Приблизно в той самий час у Дюссельдорфі таємничим чином був убитий активіст Бернард Ланке. Обидва ці випадки розділяли способи вбивства. Детектив Європолу і ветеран війни Ґезіхт вирушає розслідувати смерть свого товариша і дізнається про таємничого Плутона, який замішаний у змові проти восьми всесвітньо відомих роботів, що брали участь у війні. Він подорожує по всьому світу, намагаючись запобігти новим смертям.
Справа стає ще більш заплутаною, коли з'являються докази того, що відповідальність за вбивства несе робот, і це буде перший випадок вбивства людини роботом за останні вісім років. До цього Ґезіхт уже зустрічав робота, який вбивав людей, і тепер він намагається боротися з цими спогадами.

## Персонажі
Ґезіхт (яп. ゲジヒト, Gejihito, «обличчя» німецькою мовою)
Німецький робот-інспектор, що працює на Європол. Його тіло зроблене зі сплаву під назвою «зероній», і він здатен вистрілити нищівним вибухом, використовуючи сплав як снаряд. Він і його дружина Гелена мають людську зовнішність.
Атом (яп. アトム, Atomu)
Японський хлопчик-робот, який раніше був послом миру наприкінці 39-ї Центральноазіатської війни. Його штучний інтелект і сенсори більш досконалі, ніж у інших семи великих роботів світу.
Епсилон (яп. エプシロン, Epushiron)
Австралійський ніжний і чутливий робот з пацифістським світоглядом. Працює на фотонній енергії. Він керує сиротинцем, де піклується про дітей-сиріт війни. Епсилон вирішив не воювати під час 39-ї Центральноазіатської війни.
Геркулес (яп. ヘラクレス, Herakuresu)
Грецький робот-борець з високим почуттям честі та хоробрості. Вони з Брандо були суперниками і друзями ще з часів 39-ї Центральноазіатської війни.
Брандо (яп. ブランド, Burando)
Турецький робот-борець, дуже відданий своїй дружині-роботу та їхнім п'ятьом людським дітям. Він бився пліч-о-пліч з Монбланом і Геркулесом у 39-й Центральноазіатській війні.
Північ № 2 (яп. ノース2号, Nōsu Ni-gō)
Шотландський робот з шістьма механічними озброєними руками, колись один з найпотужніших бойових роботів під час 39-ї Центральноазіатської війни. Він вважає за краще не воювати, а працювати дворецьким Пола Дункана, сліпого відомого композитора.
Монблан (яп. モンブラン, Mon Buran)
Швейцарський гірський робот-провідник, якого вбивають на початку історії. Він воював у 39-й Центральноазіатській війні. Його любили люди, багато хто оплакував його.

## Історія створення
Наокі Урасава і Такаші Нагасакі розпочали роботу над Pluto після більш ніж річних переговорів про отримання прав на адаптацію Astro Boy Осаму Тедзуки. З наближенням офіційної дати народження Астро/Атома — 7 квітня 2003 року — Урасава спочатку збирався зробити коротку манґу на честь цієї події. Але через важливість персонажа він запропонував довгострокову «серйозну» роботу над аркою «Найвеличніший робот на Землі» (яп. 地上最大のロボット, Chijō Saidai no Robotto), яка є його улюбленою з оригінальної манґи. Перечитавши її, він відчув, що деякі сцени відсутні або відрізняються від того, що він пам'ятає, перш ніж зрозумів, що створив власну версію історії в своїй голові. Спочатку Урасава запропонував цю ідею так, ніби її створюватиме хтось інший. Після того, як багато людей, включаючи Нагасакі, сказали йому, що саме він має це зробити, Урасава сказав, що ідея, яка з'явилася в результаті обговорення історії, здається «занадто гарною, щоб віддати її комусь іншому».

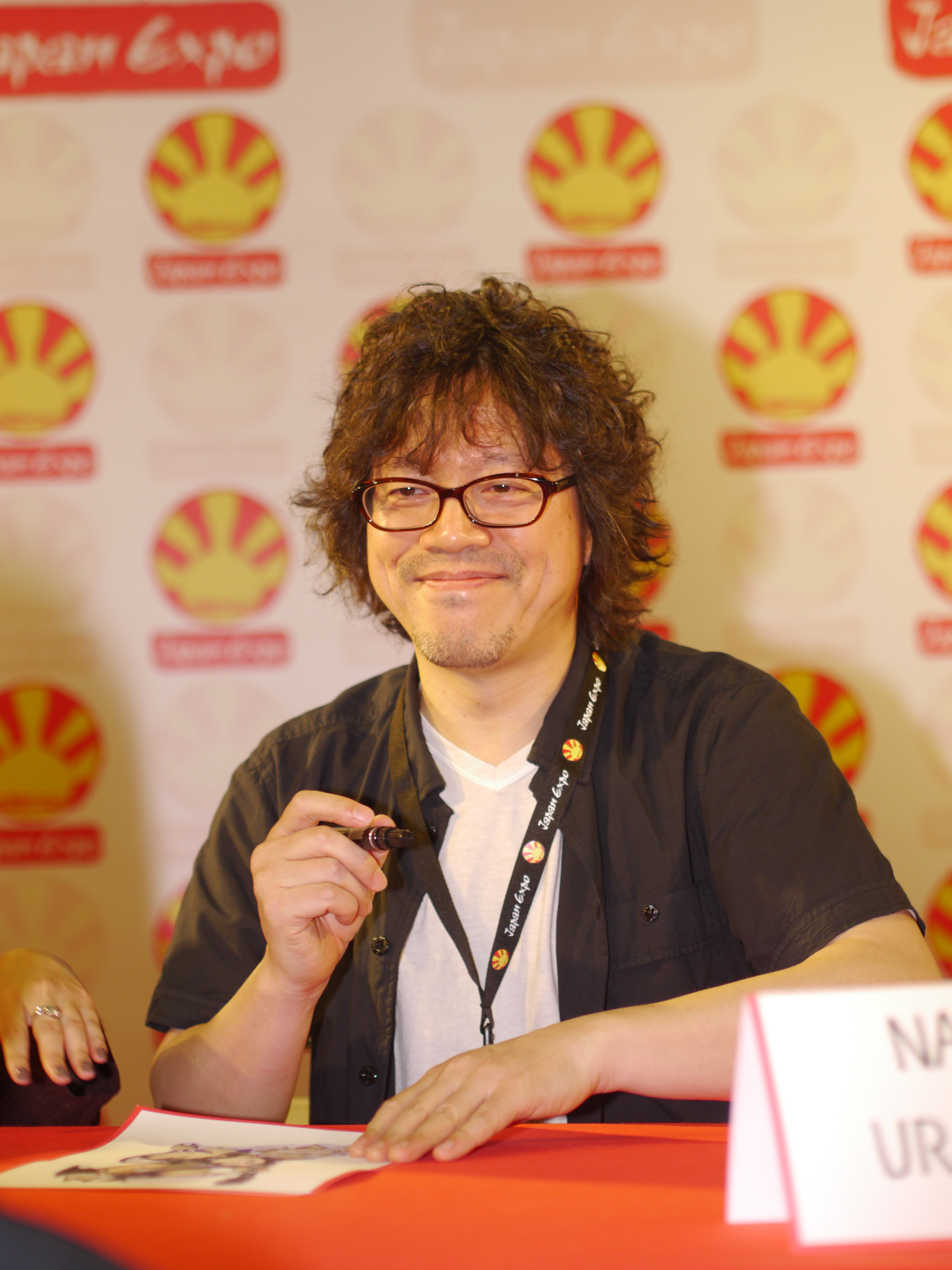
Хоча Наокі Урасава і подав початкову ідею Pluto, спочатку він не мав наміру створювати його сам.

Урасава, Нагасакі та редактор з видавництва Shogakukan звернулися до Tezuka Productions з такою ідеєю. Сина Тедзуки, Макото Тедзуку, проінформували про цю ідею взимку 2002 року. Однак, враховуючи, що нова аніме-адаптація та інші проекти вже були в процесі розробки, він не хотів, щоб це виглядало так, ніби вони спекулюють на особливій нагоді. Він вважав, що буде достатньо можливостей залучити інших художників для цього в майбутньому і ввічливо відмовив Урасаві. Однак Урасава наполягав на своєму і попросив особисту зустріч, на якій він міг би показати грубі ескізи та пояснити, яку саме історію він хоче створити. Зустріч Макото і Урасави відбулася 28 березня 2003 року. Макото взяв з Урасави обіцянку не імітувати його батька, а створити історію в своєму власному стилі, і навіть попросив його переглянути дизайни персонажів.
Під час роботи над 20th Century Boys (1999–2006) Урасава травмував плече і навіть подумував про те, щоб припинити малювати манґу. Оскільки він не був упевнений, що його тіло зможе впоратися з навантаженням, Pluto публікувався раз на місяць у журналі Big Comic Original. Фусаносуке Нацуме зауважив, що в Pluto Урасава включив посилання не лише на інші арки Astro Boy, але й на інші роботи Тедзуки, такі як персонажі Тавасі та Накамура, поліцейська машина, схожа на собаку, зустріч Уран з тваринами та застарілого робота-слугу. Він припускає, що останнє є посиланням на том «Майбутнє» з манґи Hi no Tori.
Хоча люди часто називають Pluto похмурою інтерпретацією дитячої класики, Урасава вважає, що думка про те, що роботи Тедзуки є легкими та безтурботними, є поширеним непорозумінням. Він описав арку «Найвеличнішого робота на Землі» як таку, що «не розповідає про праведного робота, який знищує поганих роботів, а про порожнечу війни. Коли я прочитав це, мені було близько 4 років, та я відчув, що мені розповіли дуже глибоку історію, щось, що було призначене для дорослих. Я думаю, що кожен, хто прочитав її, відчував те саме. Насправді цю історію ніколи не було призначено для дітей». Він також пояснив, що за допомогою аніме та різних адаптацій манґу було «переосмислено як дуже добродушну і безпечну, але якщо поглянути на творчість Тедзуки глибше, то вона дуже темна. Якщо ви прагнете належним чином адаптувати або переробити будь-який твір Тедзуки, ви, природно, отримаєте дуже похмуру історію».
Коли у 2019 році Урасаву запитали, що б він порадив художнику, який хотів би адаптувати одну з його робіт, як він це зробив з Astro Boy, Урасава відповів: «Не робіть цього!». Він пояснив, що хоча він і розуміє всю відповідальність цієї справи, тиск та інтенсивна боротьба були настільки великими, що він ніколи не зробить цього знову і порадив би молодим художникам також уникати цього. Аналогічно, Нагасакі також сказав, що більше не буде цього робити.

## Медіа

### Манґа
Написаний та проілюстрований Наокі Урасавою, Pluto виходив у манґа-журналі Big Comic Original видавництва Shogakukan з 5 вересня 2003 року, до 4 квітня 2009 року. 65 окремих глав були зібрані та опубліковані у восьми томах танкобонів, кожен з яких мав делюкс-видання, що включало кольорові сторінки з оригінальних журнальних версій глав, випущених раніше, ніж звичайна версія; перший том був опублікований 30 вересня 2004 року, а останній — 19 червня 2009 року. Макото Тедзука, син Осаму Тедзуки, керував серією, а Tezuka Productions зазначена як компанія, що надавала допомогу у створенні.

#### Список томів
| - Акт 1 : «Монблан» (яп. モンブラン) - Акт 2 : «Ґезіхт» (яп. ゲジヒト) - Акт 3 : «Брау 1589» (яп. ブラウ1589) - Акт 4 : «Північ №2 (Частина 1)» (яп. ノース2号前) | - Акт 5 : «Північ №2 (Частина 2)» (яп. ノース2号中) - Акт 6 : «Північ №2 (Частина 3)» (яп. ノース2号後編) - Акт 7 : «Брандо» (яп. ブランド) |

| - Акт 8 : «Атом» (яп. 鉄腕アトム) - Акт 9 : «Професор Отяномідзу» (яп. お茶の水博士) - Акт 10 : «Геркулес» (яп. ヘラクレス) - Акт 11 : «Підключення» (яп. 回線をつなげ) | - Акт 12 : «Сімейний портрет» (яп. 家族の肖像) - Акт 13 : «Помилкові спогади» (яп. 記憶の手違い) - Акт 14 : «Доктор Рузвельт» (яп. Dr.ルーズベルト) - Акт 15 : «Запчастини ворога» (яп. 敵の部品) |

| - Акт 16 : «Уран» (яп. ウラン) - Акт 17 : «Смерть машинам!!» (яп. 機械に死を!!) - Акт 18 : «Зероній» (яп. ゼロニウム) - Акт 19 : «Епсилон» (яп. エプシロン) | - Акт 20 : «Ненависники роботів» (яп. ロボット嫌い) - Акт 21 : «Пошуки Уран» (яп. ウランの探し物) - Акт 22 : «Плутон» (яп. プルートゥ) - Акт 23 : «Блукаюча душа» (яп. 彷徨（さまよ）える魂) |

| - Акт 24 : «Вихідний професора» (яп. 博士の休日) - Акт 25 : «Ідеальний день для торнадо» (яп. 竜巻日和) - Акт 26 : «Протистояння» (яп. 対決) - Акт 27 : «Інша мрія» (яп. 違った夢) | - Акт 28 : «Екстрений виклик» (яп. 緊急コール) - Акт 29 : «Шепочучі тіні» (яп. つぶやく影) - Акт 30 : «Троє вчених у Кімберлі» (яп. キンバリーの三博士) - Акт 31 : «Найвеличніший робот на Землі» (яп. 地上最大のロボット) |

| - Акт 32 : «Шрами пам’яті» (яп. 記憶の傷跡) - Акт 33 : «Переможці, мудреці та смертні» (яп. 勝者、賢者、生者) - Акт 34 : «Вибір Бога» (яп. 神の選択) - Акт 35 : «Ґезіхт, ви на зв’язку?» (яп. 応答せよゲジヒト) | - Акт 36 : «Переслідування ненависті» (яп. 憎悪の追跡) - Акт 37 : «Сумний гість» (яп. 悲しき訪問者) - Акт 38 : «Хаос шести мільярдів» (яп. 六〇億の混沌) - Акт 39 : «Ув’язнений король» (яп. 獄中の王) |

| - Акт 40 : «Мудрець пісків» (яп. 砂の賢者) - Акт 41 : «Сахад» (яп. サハド) - Акт 42 : «Домівка в царстві мертвих» (яп. 冥王の故郷（ふるさと）) - Акт 43 : «Зустріч зі смертю» (яп. 死への邂逅) | - Акт 44 : «Я — Плутон» (яп. 私はプルートゥ) - Акт 45 : «Переговори та відшкодування» (яп. 代償と交渉) - Акт 46 : «Кінець мрії» (яп. 夢の終わり) - Акт 47 : «Справжні сльози» (яп. 本物の涙) |

| - Акт 48 : «Шість мільярдів особистостей» (яп. 60億の偏り) - Акт 49 : «Сюрприз-вечірка» (яп. サプライズパーティー) - Акт 50 : «З’їсти Землю» (яп. 地球を食べる) - Акт 51 : «Два сонця» (яп. ふたつの太陽) | - Акт 52 : «Вибір Василія» (яп. ワシリーの選択) - Акт 53 : «Поєдинок у замку Вігеланд» (яп. ビーゲラン城の決斗) - Акт 54 : «Зростаюча скорбота» (яп. 悲しみの覚醒) - Акт 55 : «Велике пробудження» (яп. 大いなる目覚め) |

| - Акт 56 : «Формула знищення» (яп. 破壊の数式) - Акт 57 : «Куди веде серце» (яп. 心の行方) - Акт 58 : «Старий друг» (яп. オールドフレンド) - Акт 59 : «Різноманітні зустрічі» (яп. さまざまな再会) - Акт 60 : «Щира правда» (яп. 真実の真相) | - Акт 61 : «Судний день» (яп. 滅亡の時) - Акт 62 : «Спадщина Ґезіхта» (яп. ゲジヒトの遺言) - Акт 63 : «Загадай зірку» (яп. 星に願いを) - Акт 64 : «Звук кінця» (яп. 終わりの音) - Акт 65 : «Найвеличніший робот в історії» (яп. 史上最大のロボット) |

### Фільм
У 2010 році кінокомпаніями Universal Pictures та Illumination було оголошено про майбутню адаптацію манґи у фільм. Відтоді жодних новин про екранізацію не з'являлося.

### Аніме
На Міжнародному фестивалі анімаційних фільмів в Аннесі у червні 2017 року було оголошено про початок виробництва аніме-адаптації студією Studio M2. У травні 2022 року засновник Studio M2 Масао Маруяма підтвердив, що адаптація все ще перебуває у виробництві. Тошіо Кавагучі є режисером серіалу, Урасава — творчим радником, Шіґеру Фуджіта розробив персонажів і виконує функції головного режисера анімації, а Юґо Канно написав музику. Прем'єра аніме відбулася ексклюзивно на Netflix 26 жовтня 2023 року і складалася з восьми епізодів. Кожен епізод був створений за підтримки іншої студії та адаптує один з томів манги.

#### Список серій
| № серії | Назва серії | Режисер(и)                                      | Сценарист(и)    | Розкадрування                  | Студія-помічник                             | Оригінальна дата показу |
| --- | ----------- | ----------------------------------------------- | --------------- | ------------------------------ | ------------------------------------------- | ----------------------- |
| 1 | «Серія 1»   | Хіроміті Матано Масару Мацусе Фуміхіро Йосімура | Хейсуке Ямасіта | Масаюкі Кодзіма Хіроюкі Окіура | Tezuka Productions                          | 26 жовтня 2023          |
| Улюбленого швейцарського робота знаходять розірваним на шматки. Тим часом інспектор Європолу Ґезіхт розслідує ще одне моторошне вбивство, пов'язане з роботом.            |             |                                                 |                 |                                |                                             |                         |
| 2 | «Серія 2»   | Такахіро Умехара                                | Хейсуке Ямасіта | Такахіро Умехара               | DR Movie                                    | 26 жовтня 2023          |
| Знайдено ще один рогатий труп. Ґезіхт звертається до Атома, найдосконалішого з семи роботів, щоб той допоміг проаналізувати серійні вбивства.                             |             |                                                 |                 |                                |                                             |                         |
| 3 | «Серія 3»   | Йосіє Такаґі                                    | Тацуро Інамото  | Масару Мацусе Нанако Сімадзакі | BILBA                                       | 26 жовтня 2023          |
| Абуллу викликає начальник поліції Тавасі у справі про вбивство Тадзакі. Ґезіхт починає підозрювати, що його дані можуть бути скомпрометовані.                             |             |                                                 |                 |                                |                                             |                         |
| 4 | «Серія 4»   | Ом Сан-Йон Нанако Сімадзакі                     | Тацуро Інамото  | Масаюкі Сакой                  | DR Movie                                    | 26 жовтня 2023          |
| Професор Отяномідзу приносить додому побитого робота-собаку і намагається його полагодити. Невдовзі до нього приходить таємничий чоловік, який видає себе за господаря.   |             |                                                 |                 |                                |                                             |                         |
| 5 | «Серія 5»   | Кенто Сінтані Ясумото Окамото                   | Хейсуке Ямасіта | Ко Мацуо Сатосі Нісімура       | MAPPA                                       | 26 жовтня 2023          |
| Доставивши Адольфа Гааса в безпечне місце, Ґезіхт зазирає в його минуле. Тим часом Геракл і Епсилон відчувають, що на них насувається таємнича загроза.                   |             |                                                 |                 |                                |                                             |                         |
| 6 | «Серія 6»   | Ясумото Окамото Коносуке Уда                    | Хейсуке Ямасіта | Ясумото Окамото Такеру Сато    | MAPPA                                       | 26 жовтня 2023          |
| Ґезіхт зустрічається з Абуллою в Персії, щоб продовжити розслідування справи, але виявляє брехню. Він все ближче наближається до істини, коли зустрічає дитину-робота.    |             |                                                 |                 |                                |                                             |                         |
| 7 | «Серія 7»   | Хіросі Аояма                                    | Тацуро Інамото  | Сатосі Нісімура                | Studio VOLN Colored-Pencil Animation Design | 26 жовтня 2023          |
| Доктор Тенма намагається повернути Атома за будь-яку ціну. Урядовий чиновник радить потерпілому Епсилону евакуюватися, оскільки він є наступною мішенню.                  |             |                                                 |                 |                                |                                             |                         |
| 8 | «Серія 8»   | Фуміхіро Йосімура                               | Тацуро Інамото  | Масаюкі Кодзіма                | Tezuka Productions                          | 26 жовтня 2023          |
| Професор Отяномідзу пильно стежить за нестабільною поведінкою Атома. Доктор Тенма стикається зі своїм минулим, і правда розкривається, запускаючи загрозу знищення світу. |             |                                                 |                 |                                |                                             |                         |

## Сприйняття

### Манґа
Pluto продано більше 10 мільйонів примірників. Манґа виграла та була номінована на численні нагороди. Вона отримала Гран-прі на дев'ятій Культурній премії імені Тедзуки Осаму та Премію за видатність на сьомому Японському фестивалі медіа-мистецтва, обидві в 2005 році. Це була вже друга та третя нагорода Урасави відповідно. Також у 2005 році Pluto очолив перше місце списку Kono Manga ga Sugoi! для читачів-чоловіків, для якого проводилося опитування серед людей у видавничій індустрії. У 2010 році серія отримала 41-шу Seiun Award за найкращу комікс-історію та виграла нагороду за найкращу серію на Lucca Comics Awards в Італії. У Франції манґа виграла нагороду Prix Asie-ACBD на Japan Expo у 2010 році та нагороду між поколіннями на Міжнародному фестивалі коміксів в Ангулемі у 2011 році.
Американська асоціація послуг бібліотек для молоді назвала Pluto одним з найкращих графічних романів для підлітків у 2009 році, так само як і School Library Journal, які номінували манґу в категорії найкращих коміксів для підлітків. На Премії Айснера 2010 року англомовне видання було номіноване на найкращу обмежену серію або сюжетну арку та найкраще американське видання міжнародного матеріалу в категорії «Азія». Окрім того, Урасава був номінований на нагороду за найкращого письменника/художника як за Pluto, так і за 20th Century Boys.
Джозеф Ластер з Otaku USA назвав Pluto «просто неймовірним» і вважав, що ця манґа повинна бути обов'язковим для читання «не тільки фанатам коміксів, але і любителям глибоких, захоплюючих історій». Він зазначив, що як переосмислення іншої роботи, Pluto «перевершує всі очікування, і не так багато творів можуть змусити мене нетерпляче чекати наступні глави, як це робить ця». У своєму огляді, Деб Аокі з About.com заявив, що Pluto «затягне вас своєю майстерною розповіддю, а також розіб'є ваше серце своєю незвичайною емоційною глибиною». Він поставив першому тому оцінку п'ять з п'яти. Він також зазначив, що серія піднімає «глибокі питання про роботів і що означає бути людиною». Критик манґи Джейсон Томпсон звернув увагу на очевидні алюзії серії до реальної Іракської війни; Сполучені Штати Тракії (Сполучені Штати Америки) вторглися в Персію (Ірак), після того як вони помилково заявили, що там є роботи масового знищення (зброя масового знищення). Оглядаючи сьомий том, Карло Сантос з Anime News Network зазначив, що історія стала набагато цікавішою, коли всі непорозуміння були вирішені, і сказав, що Урасава чудово поєднав оригінальні дизайни Тедзуки зі своїм власним стилем. Однак він написав, що «Урасава продовжує додавати до історії безглузді маленькі деталі: посилання на Піноккіо, моторошну дитячу пісню, символічну тріщину на стіні. Можливо, це все має якусь тематичну єдність у його голові». Сантос високо оцінив фінальний том, сказавши, що ця манґа впоралась на всіх рівнях; з філософськими темами війни, людяності та штучного інтелекту, а також з почуттями любові, ненависті, надії та відчаю, які торкаються серця.

### Аніме
Аніме отримало позитивні відгуки від критиків. Алі Гріффітс з Digital Spy сказав: «Pluto встановлює новий золотий стандарт серед оригінальних аніме-серіалів Netflix». Девін Мінан зі Slashfilm порівняв складність історії та персонажів з графічним романом «Вартові». Елайджа Гонсалес з журналу Paste похвалив свіжий погляд на теми, вперше представлені в законах робототехніки Айзека Азімова. Джошуа Рівера з Polygon назвав Pluto «одним із найкращих науково-фантастичних кримінальних трилерів, які можна подивитися цього року». У 2024 році аніме було номіновано на премію Astra TV Awards у категорії «Найкращий аніме-серіал».